# Gli ultimi istanti di Michel Lepeletier
Gli ultimi istanti di Michel Lepeletier (Les Derniers Moments de Michel Lepeletier) era un dipinto di Jacques-Louis David, realizzato nel 1793 e ritraente il deputato Louis-Michel le Peletier de Saint-Fargeau sul suo letto di morte.
Si tratta di un omaggio del pittore al convenzionale assassinato per aver votato la morte del re Luigi XVI. Il quadro costituiva con La morte di Marat un dittico che fu installato nella sala delle sedute della convenzione nazionale. Rimosso e ridato all''artista (che lo conserverà fino alla morte a Bruxelles) nel 1795, il dipinto fu venduto dalla sua famiglia alla figlia del convenzionale, Louise Suzanne de Mortefontaine. Dopo questa vendita il dipinto scomparve, e l'ipotesi più probabile è che sia stato distrutto dalla figlia, che voleva far scomparire il passato rivoluzionario di suo padre, distruggendo il quadro e le incisioni che ne erano state tratte. È noto solo grazie a un disegno di Anatole Desvosge e una stampa di un'incisione di Tardieu che è scappata parzialmente alla distruzione. Questo quadro costituisce con il Marat assassinato e La morte del giovane Barra una serie consacrata dal pittore ai martiri della rivoluzione.
Una copia si trova al museo Carnavalet di Parigi, mentre una ricostruzione moderna si trova nel castello dei discendenti dell'effigiato.

## Storia

### Antefatto
Il 20 gennaio 1793, alla vigilia dell'esecuzione di Luigi XVI, il monarchico Philippe Nicolas Marie de Pâris ebbe l'intenzione di uccidere Philippe Égalité (il futuro Luigi Filippo I), che considerava un traditore. L'aspettò al palazzo reale, ma dato che colui che riteneva un regicida non si fece vivo, Pâris si recò alla trattoria Février, dove stava cenando un altro regicida: il convenzionale Le Peletier, che uccise.
Le Peletier è considerato il primo martire della rivoluzione, e il suo corpo venne esposto alla place des Piques. Fu David, su proposta di Bertrand Barère, che concepì la scenografia dei suoi funerali. I funerali furono spettacolari: dopo una processione del popolo davanti al corpo, il presidente della convenzione posò sulla testa del morto la corona dell'immortalità, e un corteo impressionante risalì la rue Saint-Honoré fino al Pantheon. Secondo Jules Michelet, "i funerali di Lepeletier ebbero un carattere religioso".

### Scomparsa

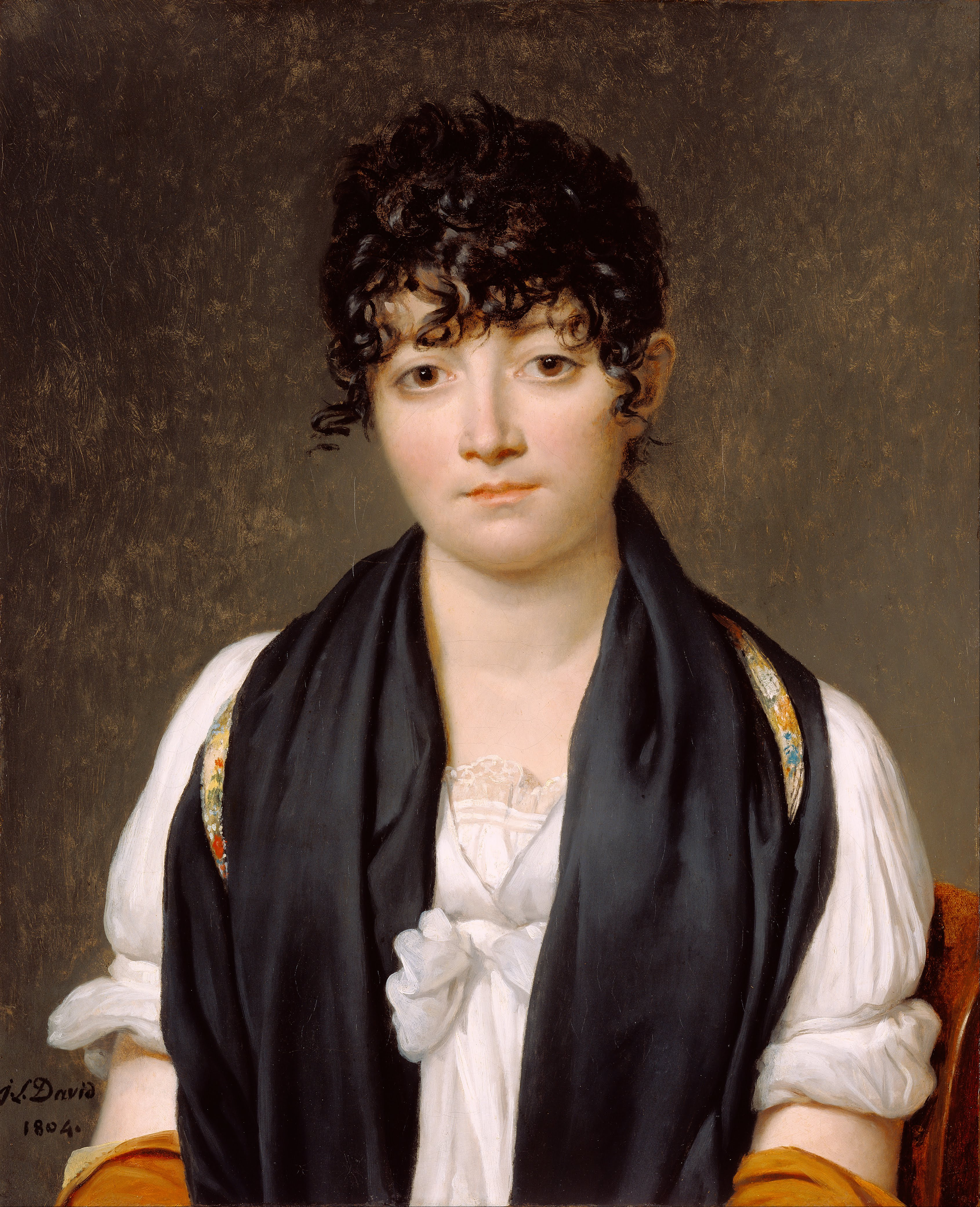
Jacques-Louis David, Ritratto di Suzanne Le Peletier de Mortefontaine, 1804

Il dipinto è scomparso. Si conoscono solo il disegno di Devosges e l'incisione lacerata di Pierre Alexandre Tardieu. Restituito a David, questo dipinto impegnativo fu venduto a un prezzo molto alto (100.000 franchi) alla figlia di Lepeletier, Suzanne Le Peletier de Mortefontaine, una monarchica, che forse arrivò al punto di bruciare l'immagine di suo padre. Delle testimonianze concordanti affermano che ella fece distruggere le stampe, e anche le lastre di rame dell'incisore.
L'accademico Jean d'Ormesson, discendente diretto di Suzanne Lepeletier, dichiarò: "La tradizione di famiglia assicura che Suzanne nascose il dipinto odiato di David nello spessore delle mura di Saint-Fargeau. Furono fatti venire veggenti, rabdomanti, ricercatori di ogni tipo: questi sforzi non hanno portato a niente. Con grande dispiacere di mio padre, il dipinto di David ha mantenuto sempre il suo segreto, senza dubbio perso per sempre, forse nelle pareti rosa formidabili del castello di Saint-Fargeau".

## Descrizione
David dispose il corpo disteso all'antica come nell'Ettore, circondato da candelabri e incensieri. La sua ferità è molto esposta. Le Peletier giace seminudo sul suo divano, con un ammasso di cuscini, e una spada (quella di Pâris) è sospesa al di sopra di lui e il cui sangue gocciola sul cadavere. L'arma reca un giglio per mostrare chiaramente da chi sia stato sferrato il colpo (il giglio era il simbolo del regno di Francia). Una fonte di ispirazione fu l'iconografia cinquecentesca della Pietà, un espediente che ritornerà nel Marat assassinato.
È chiaramente un atto di propaganda in cui è esaltato l'eroismo repubblicano. L'opera venne accolta entusiasticamente, la sua diffusione venne autorizzata tramite delle incisioni e degli arazzi e David ricevette la somma di 11.000 livre che donò alle vedove e agli orfani della patria. Il dipinto colpiva per la "forza della simbologia" e in basso recava la dedica: "David a Lepeletier".
Nella sua opera Histoire de la ville et du comté de Saint-Fargeau (1856), Aristide Déy descrisse il quadro scomparso e diede una testimonianza di un artista datata 1825.

### Fonti principali
- (FR) Aristide Déy, Histoire de la ville et du comté de Saint-Fargeau, Perriquet et Rouillé, 1856.
- (FR) Maurice Tourneux, « Notes pour servir à l'histoire d'un chef-d'œuvre inconnu : Le Pelletier sur son lit de mort, par David » in Nouvelles Archives de l'Art français, Parigi, 1889, p. 52-59

### Monografie
- (FR) Antoine Schnapper, David : Témoin de son temps, Friburgo, Office du Livre, 1980, p. 315.

- (FR) Régis Michel e Marie-Catherine Sahut, David, l'art et le politique, Parigi, Gallimard, coll. « Découvertes », 1988.

- (FR) Robert Simon, « Portrait de martyr : Le Peletier de Saint-Fargeau », in: Régis Michel, David contre David, vol. 1, Documentation Française, 1994, p. 349-378.

- (EN) Simon Lee, David, Parigi, Phaidon, 2002, p. 351.

### Saggi
- (FR) Alain Jouffroy, De l'Individualisme révolutionnaire, Union générale d'éditions, collection 10/18, 1972.
- (FR) Alain Jouffroy, Aimer David, éditions Terrain Vague, 1989.